# Arcul de Triumf
El Arcul de Triumf es un arco de triunfo localizado en la zona norte de Bucarest, la capital de Rumanía. Se halla, concretamente, en la Șoseaua Kiseleff.

## Historia
El arco primigenio se hizo en madera a toda prisa en 1878, inmediatamente después de que Rumanía obtuviese su independencia, pensando en que las tropas victoriosas pudiesen desfilar debajo de él. Otro arco temporal fue construido en el mismo lugar, en 1922, para conmemorar el fin de la Primera Guerra Mundial. Sin embargo, fue demolido en 1935. En 1936, tan solo un año más tarde, se construyó el arco actual, que fue inaugurado en septiembre.

## Dimensiones
El arco que en la actualidad está en pie tiene una altura de 27 metros, y fue construido siguiendo un proyecto del arquitecto Petre Antonescu. Su base, rectangular, tiene unas dimensiones de 25 x 11.5 metros. Las esculturas que decoran la fachada del arco fueron creadas por Ion Jalea y Dimitrie Paciurea, dos de los escultores más importantes de Rumania en el siglo XX.

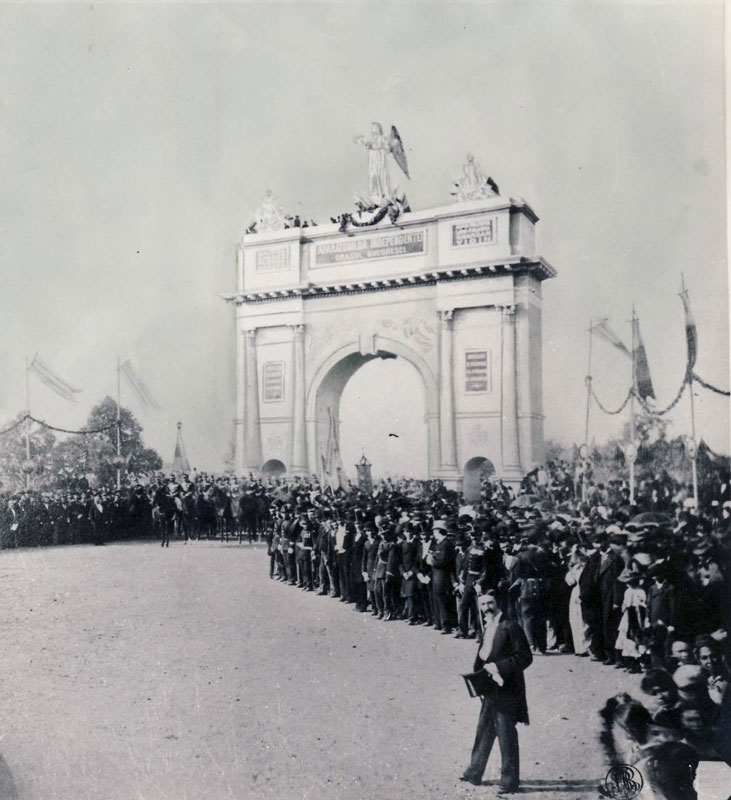
El ejército rumano junto al Arcul de Triumf en Bucarest volviendo victorioso del frente de Bulgaria el 8 de octubre de 1878.